# Atla laht
Atla laht (laht = Bucht) ist eine Bucht in der Landgemeinde Saaremaa im Kreis Saare auf der größten estnischen Insel Saaremaa. Sie bildet die Lücke zwischen den Halbinseln Elda poolsaar und Eeriksaare poolsaar. Der gleichnamige Ort Atla liegt direkt an der Bucht. In der Bucht liegen die Inseln Aherahu, Koerakuiv, Kitselaid, Sokulaid und Urverahu, die, wie die Bucht, im Nationalpark Vilsandi liegen.